# 劉康 (前漢)
劉 康（りゅう こう、? - 紀元前23年）は、前漢の元帝の次男で、成帝の異母弟。母は傅昭儀。

## 生涯
永光3年（紀元前41年）に済陽王に立てられ、その後、山陽王、定陶王と遷った。
定陶王は多才多芸で、音楽に優れていたため、音楽が趣味であった元帝に愛された。元帝が重態に陥ると傅昭儀と定陶王が側に仕えて皇后王政君や皇太子（成帝）はほとんど面会できなかった。元帝は皇太子の交代を考えたが、侍中史丹が元帝を諫めたため取りやめた。
成帝が即位すると、定陶王は元帝に寵愛されていたことから厚遇された。陽朔2年（紀元前23年）に死去し、恭王と諡された。丁姫との間に生まれた子の劉欣が定陶王を継いだ。
子の劉欣は後に成帝の皇太子に選ばれ、成帝が死去すると皇帝に即位した。これが哀帝である。哀帝は即位後に実父である定陶恭王劉康を尊び、王太后に詔を出させ、「恭皇」と称して皇帝と同等に廟を立てた。